# سیارک ۵۵۰۵
سیارک ۵۵۰۵ (به انگلیسی: 5505 Rundetaarn، نامگذاری:1986VD1) پنج هزار و پانصد و پنجمین سیارک کشف شده‌است که در ۶ نوامبر ۱۹۸۶ کشف شد.
قدر مطلق سیارک برابر ۶۴٫۵ است.